# 2-花生四烯酸甘油
2-花生四烯酸甘油, 2-AG（2-Arachidonoylglycerol） ，又称为内源性大麻素，是内源性CB1配体。1995年，拉斐尔·梅舒朗及其學生與合作者在實驗室中發現了2-AG 。大麻素會激活位於神經元末端的2-AG受體，從而使神經元誤以為已經向突觸處相連的其他神經元發送了信息（神經遞質），從而錯誤地抑制神經遞質的釋放。
2-AG在中枢神经系统中有较高的表达，同时可以在乳汁中检测到。
2-AG在免疫反应中起调控作用。